# Fermentacja jabłkowo-mlekowa
Fermentacja jabłkowo-mlekowa, fermentacja malolaktyczna – naturalny proces zachodzący z udziałem bakterii przy produkcji wina, podczas którego kwas jabłkowy, zawierający dwie grupy karboksylowe ulega przekształceniu w łagodniejszy kwas mlekowy, zawierający jedną taką grupę. Proces występuje naturalnie i powoduje zmniejszenie kwasowości wina oraz poprawienie aromatu.
Winiarze mogą sprzyjać wystąpieniu fermentacji jabłkowo-mlekowej albo jej zapobiegać, w zależności od oczekiwanego stylu wina. Prócz obecności bakterii procesowi sprzyjają: niski poziom siarki, kwasowość pomiędzy 3 i 4 pH oraz niektóre składniki wina. Proces jest z reguły pożądany w przypadku wytrawnych win czerwonych oraz win białych i różowych o większej kwasowości. Może źle wpływać na smak win zawierających nieprzefermentowane cukry i w razie potrzeby złagodzenia ich kwasowości producenci skłaniają się ku innym technikom.